# Opius sapporanus
Opius sapporanus är en stekelart som beskrevs av Fischer 1963. Opius sapporanus ingår i släktet Opius och familjen bracksteklar. Inga underarter finns listade i Catalogue of Life.